# ハママンネングサ
ハママンネングサ (Sedum formosanum) は、ベンケイソウ科マンネングサ属に属する種である。
シママンネングサとも。
海岸の岩の上に生える多年草である。全体に多肉質で、つやがあって無毛。茎は横に這い、やや間を開けて匙型の葉を互生する。ただし他のマンネングサ類のように這い回ってカーペット状の群落を作るようにはならず、小さな塊になる程度。茎に付く葉は基部から先端に向かって小さくなり、あまり匍匐茎的には見えない。むしろ草全体の姿としては立ち上がる花茎が目立ち、キリンソウの型とマンネングサの型の中間のようにも見える。
5月ごろに黄色の花が咲く。花茎は太くて立ち上がり、高さは高いものでは25cmになる。
環境省準絶滅危惧（NT）に指定されている。分布は九州南部から沖縄。国外では台湾とフィリピンのバタン島に分布する。

## ギャラリー
2025年3月 沖縄県与那国町にて撮影
- 石灰岩上に生育
- 花の拡大画像